# El pañuelo de Clarita
El pañuelo de Clarita es una película sin sonido de Argentina dirigida por Emilia Saleny sobre el guion de Bautista Amé, que se estrenó el 30 de octubre de 1919.

## Sinopsis
Clarita, una niña perteneciente a una familia adinerada, encuentra a un pordiosero en el banco de una plaza y le regala su pañuelo y una moneda. Más adelante, Clarita es secuestrada con el propósito de pedir rescate, por una banda entre cuyos integrantes estaba aquel mismo pordiosero, que la reconoce y salva, que a la postre resulta ser un pariente de Clarita, un honesto carpintero que estaba desempleado y se había volcado al delito por necesidad cuando su propia familia adinerada le había negado ayuda. La madre de Clarita lo reconoce como parte de la familia y lo nombran administrador del campo que posee la familia en agradecimiento por su acción.

## Reparto
Intervinieron en el filme los siguientes intérpretes:
- Aurora Rovirón …Clarita
- Argentino Carminati
- Olivio Giaccaglia
- Bautista Amé
- Luis Suárez
- Eduardo Di Pietro